# Елгань
Елгань — село в Унинском муниципальном округе Кировской области России.

## География
Село находится в юго-восточной части Кировской области, в зоне хвойно-широколиственных лесов, на берегах реки Елганки, вблизи места впадения её в реку Косу, на расстоянии приблизительно 15 километров (по прямой) к северо-западу от посёлка городского типа Уни, административного центра района. Абсолютная высота — 157 метров над уровнем моря.
Климат
Климат характеризуется как умеренно континентальный, с умеренно холодной снежной зимой и тёплым летом. Среднегодовая температура — 1,5 °C. Средняя температура воздуха самого холодного месяца (января) составляет −14,7 °C (абсолютный минимум — −45 °С); самого тёплого месяца (июля) — 18,1 °C (абсолютный максимум — 37 °С). Годовое количество атмосферных осадков — 533 мм.

## Население
| 2010 | 2012 | 2013 | 2014 | 2015 | 2016 | 2017 |
| ---- | ---- | ---- | ---- | ---- | ---- | ---- |
| 504  | ↗513 | ↘509 | ↘493 | ↘488 | ↘479 | ↘476 |
| 2018 | 2019 | 2020 | 2021 |      |      |      |
| ↗484 | ↘457 | ↘445 | ↘387 |      |      |      |

Половой состав
По данным Всероссийской переписи населения 2010 года в гендерной структуре населения мужчины составляли 49,4 %, женщины — соответственно 50,6 %.
Национальный состав
Согласно результатам переписи 2002 года, в национальной структуре населения русские составляли 94 % из 511 чел.